# AMC Marlin
AMC Marlin (изначально Rambler Marlin) - автомобиль американской компании AMC, выпускавшийся с 1965 по 1967 год. Модель представляла собой спортивное купе в кузове двудверный хардтоп. Изначально автомобиль создавался как флагманская модель марки и поциционировался на рынке как персональный люксовый спортивный автомобиль.
В 1965 году модель носила название Rambler Marlin, поскольку была создана на базе AMC Rambler, и отличалась только кузовом и набором дополнительных опций. В 1966 году было решено оставить в названии только "Marlin" и продвигать автомобиль как отдельную модель.